# Lstiboř
Lstiboř je vesnice v okrese Kolín, je součástí obce Klučov. Nachází se asi 1,5 kilometru jižně od Klučova. Lstiboř je také název katastrálního území o rozloze 3,79 km².

## Historie
První písemná zmínka o vesnici pochází z roku 1352, kdy fara náležela k děkanátu Kouřimskému. Název obce má vlastnický původ, vykládá se jako Lstiborův dvůr. V letech 1390–1405 se připomínají Jan a Petr, vladykové ze Lstiboře, v jejich držení byl také Kamýk. Roku 1543 se uvádí další příslušník rodiny, Vilém Kamýcký z Elstiboře, přebytečné „e“ v jeho přídomku vzniklo chybnou zkratkou předložky „ze“. Poslední příslušník rodu, bezdětný Jiří Kamýcký ze Lstiboře, byl kvůli své evangelické víře vykázán ze země. V roce 1628 odešel do Saska a část svého majetku prodal (např. zámek v Kamýku), neprodaný majetek byl šlechtě zkonfiskován. Jiří Kamýcký žil v Pirně, kde dne 10. června 1660 vystavil listinu o dobrém jménu Valentýna Holého z Kamýku u Litoměřic. Listinu sepsal na žádost svého bývalého poddaného, rovněž exulanta. Tvrz zpustla a zanikla.

## Pamětihodnosti
- Kostel Nanebevzetí Panny Marie s farou je jednolodní barokní kostel, který byl roku 1747 postaven na starších základech při středověké hranolové věži. Sakristie v podvěží má gotickou křížovou klenbu. Hlavní oltář s kopií Rubensova obrazu Nanebevzetí Panny Marie od J. Reiniše (1781), který roku 1877 přemaloval Adolf Liebscher, vytvořil řezbář Jan Kabourek († 1811) roku 1790, stejně jako postranní oltáře sv. Kateřiny a sv. Prokopa. Oltářní obraz sv. Kateřiny namaloval Josef Kramolín, protějškový obraz Pravé podoby sv. Prokopa s čertem na řetěze (tzv. Vera effigies) je kopií obrazu z klášterního kostela v Sázavě. Varhany byly postaveny v 19. století.[8] Ze hřbitova středověkého původu se dochovaly jen fragmenty pozdějších náhrobků.

## Osobnosti
- František Pokorný (1797–1850), dirigent